# バクマン。 (アニメ)
『バクマン。』は、大場つぐみと小畑健による漫画作品『バクマン。』を原作としたアニメ作品。

## 解説
NHK教育テレビジョンにおいて、第3シリーズに及ぶ全75話を放送した。
2008年に集英社が資本参加して小学館プロダクションから改称した小学館集英社プロダクションが初めて製作した、集英社の雑誌掲載作品が原作のテレビアニメとなった。また、週刊少年ジャンプの漫画作品がNHK教育テレビジョンでアニメ化をされた最初の作品でもある。
担当声優は先行するラジオドラマ（VOMIC）からは変更されている。
第1シリーズ
2010年10月2日から2011年4月2日まで。全25話。
第2シリーズ
2011年10月1日から2012年3月24日まで。全25話。公式サイトのロゴやNHKの番組表では『バクマン。2』とされている。
第3シリーズ
2012年10月6日から2013年3月30日まで。全25話。シリーズ最終章にあたる。公式サイトのロゴやNHKの番組表では『バクマン。3』とされている。

### 固有名詞の変更
実在する漫画・アニメの作品名、作者名の多くはそのまま使用されているが、公共放送であるNHKの放送により「特定の企業名や商品名（商標）を放送するのは宣伝行為となる」とみなされるため、極力避けられており、以下のように名称が変更されている。
- 集英社 → 遊栄社
- ジャンプ（集英社の漫画雑誌のブランド名） → ジャック
  - 週刊少年ジャンプ → 週刊少年ジャック
  - 赤マルジャンプ（『少年ジャンプNEXT!』の前身） → 少年ジャックNEXT!
  - ジャンプスクエア → ジャックスクエア
  - また、架空の雑誌であるが、『必勝ジャンプ』も『必勝ジャック』に変更されている。
- 小説すばる → 小説プレアデス
- マーガレット → マグノリア
- 走れ!大発タント → ひらめき!タントくん

### 内容の変更
原作に登場した静河流はアニメでは一切登場しない。また、七峰透の事件が原作では2度起こるのに対し、アニメでは1度しか起きない。サイコーと亜豆の交際発覚経緯の一部省略など、放送話数の都合上、内容のカットや変更も所々存在する。

## スタッフ
|                               | 第1期                                              | 第2期                                              | 第3期                                              |
| ----------------------------- | -------------------------------------------------- | -------------------------------------------------- | -------------------------------------------------- |
| 原作                          | 大場つぐみ、小畑健 （集英社 ジャンプコミックス刊） | 大場つぐみ、小畑健 （集英社 ジャンプコミックス刊） | 大場つぐみ、小畑健 （集英社 ジャンプコミックス刊） |
| 監督                          | カサヰケンイチ、秋田谷典昭                         | カサヰケンイチ、秋田谷典昭                         | カサヰケンイチ、秋田谷典昭                         |
| シリーズ構成                  | 吉田玲子                                           | 吉田玲子                                           | 吉田玲子                                           |
| キャラクターデザイン          | 下谷智之                                           | 下谷智之                                           | 下谷智之                                           |
| 美術監督                      | 柴田千佳子                                         | 柴田千佳子                                         | 柴田千佳子                                         |
| 色彩設計                      | 店橋真弓                                           | 店橋真弓                                           | 店橋真弓                                           |
| 撮影監督                      | 岩井和也                                           | 岩井和也                                           | 堀野大輔                                           |
| 編集                          | 後藤正浩                                           | 後藤正浩                                           | 後藤正浩                                           |
| 音楽                          | Audio Highs                                        | Audio Highs                                        | Audio Highs                                        |
| 音響監督                      | 渡辺淳                                             | 渡辺淳                                             | 渡辺淳                                             |
| アニメーション プロデューサー | 松倉友二                                           | 松倉友二                                           | 松倉友二                                           |
| アニメーション制作            | J.C.STAFF                                          | J.C.STAFF                                          | J.C.STAFF                                          |
| プロデューサー                | -                                                  | -                                                  | 高﨑健太                                           |
| 制作統括                      | 斉藤健治                                           | 斉藤健治                                           | 斉藤健治                                           |
| 制作統括                      | 野島正宏                                           | 野島正宏                                           | 長谷川友紀                                         |
| 制作統括                      | 根岸智也                                           | 齋藤雅弘（第1話 - 第19話） →長谷川友紀（第20話）   | 長谷川友紀                                         |
| 制作                          | NHKエンタープライズ                                | NHKエンタープライズ                                | NHKエンタープライズ                                |
| 制作・著作                    | NHK、小学館集英社プロダクション                    | NHK、小学館集英社プロダクション                    | NHK、小学館集英社プロダクション                    |

劇中作の漫画については「超ヒーロー伝説」は大場つぐみが、それ以外の漫画は小畑健が作画を担当している。

## 登場人物・声の出演
主人公とヒロイン
- 真城最高 - 阿部敦[1]
- 高木秋人 - 日野聡[1]
- 亜豆美保 - 早見沙織[1]
- 高木（旧姓：見吉）香耶 - 矢作紗友里[1]

漫画家
- 新妻エイジ - 岡本信彦[1]
- 福田真太 - 諏訪部順一
- 蒼樹紅 - 川澄綾子
- 中井巧朗 - 志村知幸
- 平丸一也 - 森田成一
- 岩瀬愛子 - 藤村歩
- 石沢秀光 - 宮田幸季
- KOOGY - 森久保祥太郎
- 高浜昇陽 - 下和田ヒロキ
- 白鳥シュン - 井口祐一
- 七峰透 - 立花慎之介

編集者
- 服部哲 - 利根健太朗
- 服部雄二郎 - 野島裕史
- 相田聡一 - 風間勇刀
- 吉田幸司 - 子安武人
- キム ソンギュ - 興津和幸
- 港浦吾郎 - 桐井大介
- 小杉達朗 - 梶裕貴
- 瓶子副編集長 - 川田紳司
- 佐々木編集長 - 堀内賢雄

その他
- 川口たろう（真城信弘） - 浜田賢二
- 真城昌弘 - 宇垣秀成
- 真城二三男 - チョー
- 真城加代子 - 比嘉久美子
- 亜豆美雪 - 井上喜久子
- 亜豆美奈 - 日高里菜
- 折原一力 - 興津和幸
- 加藤奈津実 - 本多陽子
- 森屋秀一 - 酒巻光宏

「ふたつの地球」
- ハヤト - 野島健児
- エイミー - 加藤英美里
- リーダー - 置鮎龍太郎
- ナレーション - 屋良有作

「疑探偵TRAP」
- 主人公 - 興津和幸
- さをり - 後藤沙緒里

「KIYOSHI騎士」
- キヨシ - 野島裕史

「hideout door」
- 妖精 - 藤村歩

「ラッコ11号」
- ラッコ11号 - 諏訪部順一

「PCP」
- 道本真 - 藤村歩
- 安之城舞 - 早見沙織
- 徳永実 - 比嘉久美子
- 明智 - 田村睦心
- 六塚 - 槙口みき

「シンジツの教室」
- 高橋 - 松岡禎丞
- 佐伯 - 佐倉綾音
- 女子生徒1 - 田中里和
- 女子生徒2 - 原紗友里
- 女子生徒3 - 矢野亜沙美

## 使用歌

### 主題歌
- オープニングを「OP」、エンディングを「ED」と略記

| 期 | OP/ED | 曲名                           | 作詞                  | 作曲                                        | 編曲           | 歌              | 使用話                                          |
| -- | ----- | ------------------------------ | --------------------- | ------------------------------------------- | -------------- | --------------- | ----------------------------------------------- |
| 1  | OP    | Blue Bird                      | 小渕健太郎            | 小渕健太郎                                  | コブクロ       | コブクロ        | 1 - 13話：1番 14 - 24話：2番 25話：ED           |
| 1  | ED    | BAKUROCK 〜未来の輪郭線〜      | ryow inukami          | mitsuyuki miyake naoto suzuki hiroto suzuki | hiroto suzuki  | YA-KYIM         | 1 - 13話                                        |
| 1  | ED    | 現実という名の怪物と戦う者たち | 高橋優                | 高橋優                                      | 浅田信一       | 高橋優          | 14 - 24話 25話：OP                              |
| 2  | OP    | Dream of Life                  | 伊藤祥平 カワムラユキ | 伊藤祥平                                    | 菱川亜希       | 伊藤祥平        | 1 - 25話（18 - 25話は映像が変更） 25話：ED、2番 |
| 2  | ED    | monochrome rainbow             | Tommy heavenly6       | Mark and John                               | Mark and John  | Tommy heavenly6 | 1 - 16話                                        |
| 2  | ED    | パラレル=                      | 指田郁也 jam          | 指田郁也 森俊之                             | 森俊之         | 指田郁也        | 17 - 24話 25話：挿入歌                          |
| 3  | OP    | もしもの話                     | きみコ                | きみコ                                      | nano.RIPE      | nano.RIPE       | 1 - 13話 25話：ED                               |
| 3  | OP    | 23時40分 feat. Base Ball Bear  | 前山田健一            | 前山田健一                                  | Base Ball Bear | ヒャダイン      | 14 - 25話                                       |
| 3  | ED    | Pride on Everyday              | 畑亜貴                | 高田暁                                      | 高田暁         | スフィア        | 1 - 13話                                        |
| 3  | ED    | 夢スケッチ                     | 影山ヒロノブ          | 影山ヒロノブ                                | 須藤賢一       | JAM Project     | 14 - 24話                                       |

### 挿入歌
- 使用話は、「期-使用話」の形で記載。

| 曲名                      | 作詞                 | 作曲                 | 編曲         | 歌                                                       | 使用話（備考）          |
| ------------------------- | -------------------- | -------------------- | ------------ | -------------------------------------------------------- | ----------------------- |
| 超ヒーロー伝説            | カースィ・ケニーチェ | カースィ・ケニーチェ | 鈴木マサキ   | 影山ヒロノブ                                             | 1-1,3,18 2-1            |
| GET UP                    | HYDE                 | HYDE                 | Ryo          | KOOGY（森久保祥太郎）                                    | 1-12,17                 |
| EUPHORIA                  | HYDE                 | HYDE                 | Ryo          | KOOGY（森久保祥太郎）                                    | 1-21                    |
| 絶対☆少女主義!!           | こだまさおり         | 佐々倉有吾           | 佐々倉有吾   | 聖ビジュアル女学院合唱部 （starring 早見沙織と聖美女隊） | 1-16,18                 |
| 夜明け寸前のシンフォニー  | 矢吹香那             | 矢吹香那             | 森谷敏紀     | 聖ビジュアル女学院合唱部 （starring 早見沙織と聖美女隊） | 1-20,22（振付：SHU110） |
| FAKER TRICK!              | 松井洋平             | 佐々倉有吾           | 佐々倉有吾   | 小桃音まい                                               | 2-1（疑探偵TRAP）       |
| CROW's SKY                | 松井洋平             | 上田晃司             | 草野よしひろ | 喜多修平                                                 | 2-9                     |
| WE WISH A MERRY CHRISTMAS |                      |                      |              | 亜豆美保（早見沙織）                                     | 2-24                    |
| ラッコ11号の歌            | カースィ・ケニーチェ | カースィ・ケニーチェ | 前山田健一   | ヒャダイン+日高里菜                                      | 2-25                    |
| アイ・愛・ビクトリー      | Noria                | 奈良崎彰             | 奈良崎彰     | Noria                                                    | 3-22                    |
| Frame in Flame            | YORKE..              | yashikin・eba        | eba          | OLDCODEX                                                 | 3-25                    |
| OR                        | Noria                | Ryo                  | Ryo          | REI                                                      | 3-25                    |

## 各話リスト
第2・3シリーズの（）は通し話数
| 第1シリーズ  | 第1シリーズ          | 第1シリーズ | 第1シリーズ             | 第1シリーズ         | 第1シリーズ                                               | 第1シリーズ                         | 第1シリーズ    |
| 話数         | サブタイトル         | 脚本        | 絵コンテ                | 演出                | 作画監督                                                  | 総作画監督                          | 放送日         |
| ------------ | -------------------- | ----------- | ----------------------- | ------------------- | --------------------------------------------------------- | ----------------------------------- | -------------- |
| 第1話        | 夢と現実             | 吉田玲子    | 秋田谷典昭              | 秋田谷典昭          | 下谷智之                                                  | -                                   | 2010年 10月2日 |
| 第2話        | 馬鹿と利口           | 吉田玲子    | 秋田谷典昭              | 丸山由太            | 下谷智之                                                  | -                                   | 10月9日        |
| 第3話        | 親と子               | 吉田玲子    | 秋田谷典昭              | 吉村文宏            | 下谷智之                                                  | -                                   | 10月16日       |
| 第4話        | 時と鍵               | 吉田玲子    | 島津裕行                | 城所聖明            | 小谷杏子                                                  | -                                   | 10月23日       |
| 第5話        | 夏とネーム           | 綾奈ゆにこ  | 三浦辰夫                | 廣川集一            | 小谷杏子                                                  | -                                   | 10月30日       |
| 第6話        | アメとムチ           | 水上清資    | 秋田谷典昭              | 高橋健司            | 下谷智之                                                  | -                                   | 11月6日        |
| 第7話        | 涙と涙               | 吉田玲子    | 高田耕一                | 橋本裕之            | 小谷杏子                                                  | -                                   | 11月13日       |
| 第8話        | 不安と期待           | 上代務      | カサヰケンイチ 高田耕一 | 丸山由太            | 下谷智之                                                  | -                                   | 11月20日       |
| 第9話        | 後悔と納得           | 吉田玲子    | 吉村文宏                | 佐藤光              | 小谷杏子                                                  | -                                   | 11月27日       |
| 第10話       | 10と2                | 水上清資    | 高田耕一                | 則座誠              | 下谷智之                                                  | -                                   | 12月4日        |
| 第11話       | チョコとNEXT!        | 綾奈ゆにこ  | 島津裕行                | 廣川集一            | 小谷杏子                                                  | -                                   | 12月11日       |
| 第12話       | 御馳走と卒業         | 吉田玲子    | 秋田谷典昭              | 高橋健司            | 下谷智之                                                  | -                                   | 12月18日       |
| 第13話       | 速報と本ちゃん       | 上代務      | 山口祐司                | 秋田谷典昭          | 小谷杏子                                                  | -                                   | 12月25日       |
| 第14話       | バトルと模写         | 水上清資    | 橋本裕之                | 橋本裕之            | 小森篤                                                    | -                                   | 2011年 1月8日  |
| 第15話       | デビューと焦り       | 綾奈ゆにこ  | 高田耕一                | サトウ光敏          | 小谷杏子                                                  | -                                   | 1月15日        |
| 第16話       | 壁とキス             | 上代務      | 久城りおん              | 佐藤光              | 小森篤                                                    | -                                   | 1月22日        |
| 第17話       | 天狗と親切           | 吉田玲子    | 島津裕行                | 福本潔              | 小谷杏子                                                  | -                                   | 1月29日        |
| 第18話       | 嫉妬と愛             | 綾奈ゆにこ  | 丸山由太                | 丸山由太            | 下谷智之                                                  | -                                   | 2月5日         |
| 第19話       | 2人と1人             | 上代務      | 佐藤雅子                | 高橋健司            | 小森篤                                                    | -                                   | 2月12日        |
| 第20話       | 協力と条件           | 吉田玲子    | 山口祐司                | 則座誠              | 小谷杏子                                                  | -                                   | 2月19日        |
| 第21話       | 文学と音楽           | 綾奈ゆにこ  | 久城りおん              | サトウ光敏          | 羽田浩二                                                  | -                                   | 2月26日        |
| 第22話       | 団結と決裂           | 吉田玲子    | 秋田谷典昭              | 橋本裕之            | 下谷智之                                                  | -                                   | 3月5日         |
| 第23話       | 火曜と金曜           | 上代務      | 秋田谷典昭              | 福本潔              | 小森篤                                                    | -                                   | 3月19日        |
| 第24話       | 電話と前夜           | 水上清資    | 高田耕一                | 丸山由太            | 小谷杏子                                                  | -                                   | 3月26日        |
| 第25話       | ありとなし           | 吉田玲子    | カサヰケンイチ          | 秋田谷典昭          | 下谷智之                                                  | -                                   | 4月2日         |
| 第2シリーズ  |                      |             |                         |                     |                                                           |                                     |                |
| 話数         | サブタイトル         | 脚本        | 絵コンテ                | 演出                | 作画監督                                                  | 総作画監督                          | 放送日         |
| 第1（26）話  | 沈黙と宴             | 吉田玲子    | カサヰケンイチ          | 丸山由太            | 松浦麻衣、小森篤                                          | 下谷智之                            | 2011年 10月1日 |
| 第2（27）話  | 文集と写真集         | 吉田玲子    | 秋田谷典昭              | 則座誠              | 中山由美                                                  | 羽田浩二                            | 10月8日        |
| 第3（28）話  | 窓と雪               | 吉田玲子    | 秋田谷典昭              | サトウ光敏          | 長谷川亭雄、高乗陽子                                      | 小森篤                              | 10月15日       |
| 第4（29）話  | テコと我慢           | 大知慶一郎  | 橋本裕之                | 橋本裕之            | 松浦麻衣、村司晃英                                        | 下谷智之                            | 10月22日       |
| 第5（30）話  | ボケとニュース       | 大知慶一郎  | 秋田谷典昭              | 徳本善信            | 岩本貴玲                                                  | 小森篤                              | 10月29日       |
| 第6（31）話  | 病気とやる気         | 吉田玲子    | カサヰケンイチ          | 佐藤光              | 谷川亮介、松岡謙治 小谷杏子、笠野充志                     | 下谷智之                            | 11月5日        |
| 第7（32）話  | 生死と制止           | 吉田玲子    | 高田耕一                | 則座誠              | 中山由美                                                  | 小森篤                              | 11月12日       |
| 第8（33）話  | リコールとコール     | 大知慶一郎  | 丸山由太                | 丸山由太            | 松浦麻衣、佐藤敏明、中山由美 村司晃英、市原圭子、平野勇一 | 羽田浩二                            | 11月19日       |
| 第9（34）話  | 再開と下位           | 吉田玲子    | 秋田谷典昭              | サトウ光敏          | 長谷川亭雄、高乗陽子                                      | 小森篤                              | 11月26日       |
| 第10（35）話 | ギャグとシリアス     | 大知慶一郎  | 佐藤光                  | 佐藤光              | 松浦麻衣、谷川亮介 羽田浩二、杉本研太郎                   | 下谷智之                            | 12月3日        |
| 第11（36）話 | マンガと青春         | 吉田玲子    | 高田耕一                | 徳本善信            | 岩本貴玲                                                  | 小森篤                              | 12月10日       |
| 第12（37）話 | 経験とデータ         | 土屋理敬    | 高橋健司                | 高橋健司            | 小谷杏子、市原圭子 羽田浩二、高澤美佳                     | 下谷智之                            | 12月17日       |
| 第13（38）話 | 同盟と同級           | 大知慶一郎  | カサヰケンイチ          | 橋本裕之            | 中山由美、村司晃英                                        | 松浦麻衣                            | 12月24日       |
| 第14（39）話 | 不信と信用           | 吉田玲子    | 神保昌登                | 神保昌登            | 赤尾良太郎、遠藤大輔、佐藤雅子                            | 羽田浩二                            | 2012年 1月7日  |
| 第15（40）話 | 猿と結婚             | 土屋理敬    | 秋田谷典昭              | 秋田谷典昭          | 松浦麻衣、松岡謙治、遠藤大輔 小川浩司、佐野恵理           | 小森篤                              | 1月14日        |
| 第16（41）話 | 王子と救世主         | 大知慶一郎  | 高田耕一                | サトウ光敏          | 門智昭、河野眞也                                          | 下谷智之                            | 1月21日        |
| 第17（42）話 | 特別な仲と田舎       | 土屋理敬    | 則座誠                  | 則座誠              | 中山由美                                                  | 羽田浩二                            | 1月28日        |
| 第18（43）話 | 文句と一喝           | 吉田玲子    | 高田耕一                | 徳本善信            | 田中紀衣                                                  | 小森篤                              | 2月4日         |
| 第19（44）話 | 縁と星               | 大知慶一郎  | 佐藤光                  | 佐藤光              | 松浦麻衣、高澤美佳                                        | -                                   | 2月11日        |
| 第20（45）話 | 大好きと否定         | 土屋理敬    | 高橋健司                | 高橋健司            | 羽田浩二、赤尾良太郎 遠藤大輔、小谷杏子                   | 小森篤                              | 2月18日        |
| 第21（46）話 | わがままとアドバイス | 吉田玲子    | 丸山由太                | 丸山由太            | 中山由美                                                  | 羽田浩二                            | 2月25日        |
| 第22（47）話 | ヒントとベスト       | 大知慶一郎  | 秋田谷典昭              | サトウ光敏          | 河野眞也、秋元香、川島明子                                | 下谷智之 松浦麻衣                   | 3月3日         |
| 第23（48）話 | 勝ちと負け           | 土屋理敬    | 高田耕一                | 橋本裕之            | 遠藤大輔、高澤美佳 松岡謙治、中山由美                     | 小森篤                              | 3月10日        |
| 第24（49）話 | 表現力と想像力       | 大知慶一郎  | 神保昌登                | 神保昌登            | 谷川亮介、赤尾良太郎 村司晃英、谷口繁則                   | 羽田浩二                            | 3月17日        |
| 第25（50）話 | 票と表               | 吉田玲子    | カサヰケンイチ          | 佐藤光 秋田谷典昭   | 中山由美、高澤美佳、松岡謙治 谷川亮介、松浦麻衣           | 下谷智之 小森篤                     | 3月24日        |
| 第3シリーズ  |                      |             |                         |                     |                                                           |                                     |                |
| 話数         | サブタイトル         | 脚本        | 絵コンテ                | 演出                | 作画監督                                                  | 総作画監督                          | 放送日         |
| 第1（51）話  | 意地と決断           | 吉田玲子    | 秋田谷典昭              | 丸山由太            | 松岡謙司、谷川亮介                                        | 下谷智之                            | 2012年 10月6日 |
| 第2（52）話  | 毎晩と融合           | 大知慶一郎  | 佐藤光                  | 佐藤光              | 長谷川亨雄、山崎正和、加藤万由子                          | 小森篤                              | 10月13日       |
| 第3（53）話  | ラストと暗号         | 土屋理敬    | 高田耕一                | 橋本裕之            | 小川浩司、森前和也、火星                                  | 羽田浩二                            | 10月20日       |
| 第4（54）話  | 余裕と落とし穴       | 土屋理敬    | サトウ光敏              | サトウ光敏          | 河野眞也、都竹隆治                                        | 小森篤                              | 10月27日       |
| 第5（55）話  | ステップとウォッチ   | 大知慶一郎  | 則座誠                  | 則座誠              | 中島美子、加藤万由子                                      | 羽田浩二                            | 11月3日        |
| 第6（56）話  | パンチと1人立ち      | 吉田玲子    | 高田耕一                | 阿宮正和            | 南伸一郎、重松晋一 中山由美、伊東葉子                     | 小森篤 下谷智之                     | 11月10日       |
| 第7（57）話  | 記念撮影と教室       | 大知慶一郎  | 秋田谷典昭              | 丸山由太            | 山崎正和、長谷川亨雄 村司晃英、加藤万由子                 | 羽田浩二                            | 11月17日       |
| 第8（58）話  | 狙いと評価           | 吉田玲子    | 福島利規                | 佐藤光              | 伊東葉子、市原圭子、福永智子                              | 小森篤                              | 11月24日       |
| 第9（59）話  | 自信と覚悟           | 吉田玲子    | 高田耕一                | 松村政輝            | 松岡謙治、小川浩司 佐藤敏明、谷川亮介                     | 下谷智之                            | 12月1日        |
| 第10（60）話 | 考察と挑発           | 大知慶一郎  | サトウ光敏              | サトウ光敏          | 河野眞也、都竹隆治                                        | 羽田浩二                            | 12月8日        |
| 第11（61）話 | 焦慮と逆転           | 土屋理敬    | 太田知章                | 太田知章            | 中山由美                                                  | 小森篤                              | 12月15日       |
| 第12（62）話 | 熱血と完敗           | 土屋理敬    | 秋田谷典昭              | 丸山由太            | 伊東葉子、福永智子 市原圭子、高澤美佳                     | 下谷智之                            | 12月22日       |
| 第13（63）話 | 模倣と無意識         | 大知慶一郎  | 高田耕一                | 阿宮正和            | 加藤万由子、重松晋一、河野眞也                            | 羽田浩二 下谷智之                   | 12月29日       |
| 第14（64）話 | 連続と阻止           | 吉田玲子    | 福島利規                | 佐藤光              | 小川浩司、中山由美 長谷川亨雄、村司晃英                   | 小森篤                              | 2013年 1月5日  |
| 第15（65）話 | 巻頭とセンター       | 大知慶一郎  | 則座誠                  | 則座誠              | 伊東葉子、長谷川亨雄 福永智子、市原圭子                   | 松浦麻衣                            | 1月12日        |
| 第16（66）話 | 最終話とコメント     | 土屋理敬    | サトウ光敏              | サトウ光敏          | 河野眞也                                                  | 羽田浩二                            | 1月19日        |
| 第17（67）話 | ゾンビと悪魔         | 吉田玲子    | 太田知章                | 太田知章            | 中山由美                                                  | 小森篤                              | 1月26日        |
| 第18（68）話 | 週刊と月刊           | 土屋理敬    | 高田耕一                | 松村政輝            | 伊東葉子、高澤美佳 長谷川亨雄、小川浩司                   | 下谷智之                            | 2月2日         |
| 第19（69）話 | 間延びと一気         | 大知慶一郎  | 秋田谷典昭              | 阿宮正和            | 重松晋一、飯飼一幸、藤田正幸                              | 松浦麻衣                            | 2月9日         |
| 第20（70）話 | 息継ぎとパーティー   | 大知慶一郎  | 篁蒼氓                  | 丸山由太            | 中山由美、佐藤敏明 市原圭子、福永智子                     | 羽田浩二                            | 2月16日        |
| 第21（71）話 | 温泉と意思確認       | 土屋理敬    | 福島利規                | 福島利規            | 山崎正和、伊東葉子 長谷川亨雄、小川浩司                   | 小森篤                              | 2月23日        |
| 第22（72）話 | 訂正と宣言           | 吉田玲子    | 高田耕一                | サトウ光敏 本間修   | 河野眞也、重松晋一、川島明子                              | 下谷智之                            | 3月2日         |
| 第23（73）話 | マイクと台本         | 大知慶一郎  | 秋田谷典昭              | 則座誠              | 中山由美                                                  | 羽田浩二                            | 3月9日         |
| 第24（74）話 | あり方と終わり方     | 土屋理敬    | 佐藤光 高田耕一         | 佐藤光              | 福永智子、小川浩司 松岡謙司、伊東葉子                     | 小森篤                              | 3月16日        |
| 第25（75）話 | 夢と現実             | 吉田玲子    | カサヰケンイチ 高田耕一 | 丸山由太 秋田谷典昭 | 中山由美、平野勇一、市原圭子 松岡謙司、高澤美佳、伊東葉子 | 下谷智之、小森篤 羽田浩二、松浦麻衣 | 3月30日        |

## 放送局
| 放送地域    | 放送局             | 放送期間                       | 放送日時           | 備考                                           |
| 第1シリーズ | 第1シリーズ        | 第1シリーズ                    | 第1シリーズ        | 第1シリーズ                                    |
| ----------- | ------------------ | ------------------------------ | ------------------ | ---------------------------------------------- |
| 日本全域    | NHK教育            | 2010年10月2日 - 2011年4月2日   | 土曜 18:00 - 18:25 |                                                |
| 第2シリーズ |                    |                                |                    |                                                |
| 日本全域    | NHK Eテレ          | 2011年10月1日 - 2012年3月24日  | 土曜 17:30 - 17:55 |                                                |
| 第3シリーズ |                    |                                |                    |                                                |
| 日本全域    | NHK Eテレ          | 2012年10月6日 - 2013年3月30日  | 土曜 17:30 - 17:55 |                                                |
| 日本全域    | ニコニコチャンネル | 2012年10月20日 - 2013年4月13日 | 土曜 24:00 更新    | ネット配信 第1話は無料配信 第2話以降は有料配信 |
| 日本全域    | NHK総合            | 2012年11月9日                  | 金曜 26:54 - 27:43 | 第1話 - 第3話                                  |
| 日本全域    | NHK総合            | 2012年11月10日                 | 土曜 26:35 - 27:24 | 第4話 - 第6話                                  |

- Eテレでは各シリーズ終了後に同時間帯で再放送を実施。
- NHKオンデマンドでは各シリーズ各話の本放送終了後（土曜 17:55ごろ）にネット配信を実施。
- 2012年4月からはNHKワンセグ2で第1シリーズの放送が開始。ワンセグ独自編成上で25分尺のアニメを放送する初の事例となった。[要出典]
- 2012年10月からはアニマックスで第1シリーズの放送が開始。これがBS/CS波での初放送事例。[要出典]
- ニコニコチャンネルでは第3シリーズのほか、第1シリーズおよび第2シリーズのネット配信も同時に開始（第1話は無料、第2話以降は有料）。

## 関連商品

### DVD / Blu-ray
| 巻数 | 発売日        | 収録話      | 規格品番                                    | 規格品番                                    | 特典ディスク収録曲 |
| 巻数 | 発売日        | 収録話      | DVD                                         | BD                                          | 特典ディスク収録曲 |
| ---- | ------------- | ----------- | ------------------------------------------- | ------------------------------------------- | --- |
| 1    | 2011年1月26日 | 第1話       | GNBA-1841（初回限定版） GNBA-1851（通常版） | GNXA-1351（初回限定版） GNXA-1361（通常版） | 歌 - 真城最高 starring 阿部敦 CHA-LA HEAD-CHA-LA（『ドラゴンボールZ』） 微笑みの爆弾（『幽☆遊☆白書』）                                         |
| 2    | 2011年2月23日 | 第2 - 4話   | GNBA-1842（初回限定版） GNBA-1852（通常版） | GNXA-1352（初回限定版） GNXA-1362（通常版） | 歌 - 高木秋人 starring 日野聡 魔訶不思議アドベンチャー!(『ドラゴンボール』) 燃えてヒーロー(『キャプテン翼』)                                   |
| 3    | 2011年3月24日 | 第5 - 7話   | GNBA-1843（初回限定版） GNBA-1853（通常版） | GNXA-1353（初回限定版） GNXA-1363（通常版） | 歌 - 亜豆美保 starring 早見沙織 ロマンティックあげるよ(『ドラゴンボール』) Get Over（『ヒカルの碁』）                                          |
| 4    | 2011年4月27日 | 第8 - 10話  | GNBA-1844（初回限定版） GNBA-1854（通常版） | GNXA-1354（初回限定版） GNXA-1364（通常版） | 歌 - 見吉香耶 starring 矢作紗友里 そばかす(『るろうに剣心』) ラッキーマンの歌(『とっても!ラッキーマン』)                                       |
| 5    | 2011年5月25日 | 第11 - 13話 | GNBA-1845（初回限定版） GNBA-1855（通常版） | GNXA-1355（初回限定版） GNXA-1365（通常版） | 歌 - 新妻エイジ starring 岡本信彦 ワイワイワールド（『Dr.スランプ アラレちゃん』） ロマンス（『セクシーコマンドー外伝 すごいよ!!マサルさん』） |
| 6    | 2011年6月22日 | 第14 - 16話 | GNBA-1846（初回限定版） GNBA-1856（通常版） | GNXA-1356（初回限定版） GNXA-1366（通常版） | 歌 - 福田慎太 starring 諏訪部順一 Forever we can make it!（『To LOVEる -とらぶる-』 アンバランスなKissをして（『幽☆遊☆白書』）                 |
| 7    | 2011年7月27日 | 第17 - 19話 | GNBA-1847（初回限定版） GNBA-1857（通常版） | GNXA-1357（初回限定版） GNXA-1367（通常版） | 歌 - 蒼樹紅 starring 川澄綾子 1/2（『るろうに剣心』） うしろゆびさされ組（ハイスクール!奇面組）                                                |
| 8    | 2011年8月24日 | 第20 - 22話 | GNBA-1848（初回限定版） GNBA-1858（通常版） | GNXA-1358（初回限定版） GNXA-1368（通常版） | 歌 - 岩瀬愛子 starring 藤村歩 鏡の中のアクトレス（『きまぐれオレンジ☆ロード』） それでも明日はやってくる（『NINKU -忍空-』）                   |
| 9    | 2011年9月22日 | 第23 - 25話 | GNBA-1849（初回限定版) GNBA-1859（通常版)   | GNXA-1359（初回限定版) GNXA-1369（通常版)   | 歌 - 高木秋人 starring 日野聡 炎のキン肉マン（『キン肉マン』） 歌 - 真城最高 starring 阿部敦 超ヒーロー伝説                                    |

| 巻数 | 発売日        | 収録話      | 規格品番  |
| ---- | ------------- | ----------- | --------- |
| 1    | 2012年4月25日 | 第1 - 13話  | GNBA-1861 |
| 2    | 2012年5月23日 | 第14 - 25話 | GNBA-1862 |

| 巻数 | 発売日        | 収録話      | 規格品番  | 規格品番  |
| 巻数 | 発売日        | 収録話      | DVD       | BD        |
| ---- | ------------- | ----------- | --------- | --------- |
| 1    | 2012年6月20日 | 第1 - 13話  | GNBA-1863 | GNXA-1449 |
| 2    | 2012年9月26日 | 第14 - 25話 | GNBA-1864 | GNXA-1450 |

| 巻数 | 発売日        | 収録話      | 規格品番  | 規格品番  |
| 巻数 | 発売日        | 収録話      | DVD       | BD        |
| ---- | ------------- | ----------- | --------- | --------- |
| 1    | 2013年6月26日 | 第1 - 13話  | GNBA-1867 | GNXA-1457 |
| 2    | 2013年8月28日 | 第14 - 25話 | GNBA-1868 | GNXA-1458 |

### CD
| 発売日         | タイトル                                                     | 規格品番   | 備考                                            |
| -------------- | ------------------------------------------------------------ | ---------- | ----------------------------------------------- |
| 2010年12月15日 | MEMORIES/GET UP                                              |            | KOOGYのGET UPの日本語版をHYDEによるセルフカバー |
| 2011年1月26日  | BAKUMAN OST 1                                                | LHCA-5124  | サウンドトラック                                |
| 2011年2月23日  | GET UP                                                       | LHCM-1087  | キャラクターソング                              |
| 2011年3月9日   | 絶対☆少女主義!!                                              | LHCM-1089  | キャラクターソング                              |
| 2012年3月28日  | BAKUMAN OST 2                                                | LACA-15202 | サウンドトラック                                |
| 2013年4月3日   | BAKUMAN OST 3                                                | LACA-15290 | サウンドトラック                                |
| 2013年7月24日  | バクマン。 キャラクターソングコレクションアルバム ウタマン。 | LACA-15324 | キャラクターソング                              |

#### 絶対☆少女主義!!
2011年3月9日にMellow Headから発売されたシングル。
『バクマン。』のキャラクターソングとしては、KOOGY名義の森久保祥太郎のシングル「GET UP」から14日間隔でのリリース。劇中で亜豆美保が声優デビューしたアニメ作品『聖ビジュアル女学院高等部』の主題歌と使用された楽曲が収録されており、「絶対☆少女主義!!」はオープニングテーマ、「夜明け寸前のシンフォニー」はエンディングテーマとして使用されているとのこと。また、劇中では出演声優が歌って踊っているという。歌は、劇中で亜豆美保役を演じる早見沙織と聖美女隊が歌っている。アニメ本編では、第16話、第18話の挿入歌として使用されている。CDジャケットには、同劇中アニメ作品に登場するキャラクターが描かれている。
収録曲
1. 絶対☆少女主義!! [3:55]
  - 作詞：こだまさおり、作曲・編曲：佐々倉有吾

2. 夜明け寸前のシンフォニー [4:23]
  - 作詞・作曲：矢吹香那、編曲：森谷敏紀

3. 絶対☆少女主義!!（inst.）
4. 夜明け寸前のシンフォニー（inst.）
5. 夜明け寸前のシンフォニー（亜豆美保 solo ver.）

## インターネットラジオ
音泉にて、2010年10月4日から2013年4月1日まで、毎週月曜日に『〜バクマン。放送局〜ラジマン。』というタイトルでテレビアニメと連動したインターネットラジオが配信された。また、プレ番組として、2010年9月27日に『「〜バクマン。放送局〜ラジマン。」IN "アニメ「バクマン。」記者発表会"』が配信された。
パーソナリティ
- 阿部敦（真城最高役）
- 日野聡（高木秋人役）

ゲスト
- #11,33,34 矢作紗友里（見吉香耶役）
- #20,51,52 早見沙織（亜豆美保役）
- #27,28 岡本信彦（新妻エイジ役）
- #29,30 藤村歩（岩瀬愛子役）
- #31,32,75 利根健太朗（服部哲役）
- #35,36 井上喜久子（亜豆美雪役）
- #37,38 野島裕史（服部雄二郎役）
- #39,40 川澄綾子（蒼樹紅役）
- #41,42 志村知幸（中井巧朗役）
- #45,46 堀内賢雄（佐々木編集長役）
- #50,58,68 伊藤祥平（オープニングテーマ・アーティスト）
- #108,109 きみコ（オープニングテーマ・アーティスト）
- #110,111 立花慎之介（七峰透役）

ラジオCD
| 巻数             | 発売日         | 収録回          | 規格品番   |
| ---------------- | -------------- | --------------- | ---------- |
| vol.1            | 2011年4月6日   | 第1回 - 第13回  | LHCA-5126  |
| Vol.2            | 2011年6月22日  | 第14回 - 第26回 | LHCA-5132  |
| 金未来杯編 vol.1 | 2011年10月26日 | 第27回 - 第34回 | LACA-15159 |
| 金未来杯編 vol.2 | 2011年12月21日 | 第35回 - 第42回 | LACA-15178 |
| 金未来杯編 vol.3 | 2012年4月25日  | 第43回 - 第75回 | LACA-15205 |

## ゲーム
『バクマン。 マンガ家への道』は、バンダイナムコゲームスより2011年12月15日に発売された漫画サクセスアドベンチャー。当初は2011年秋に発売する予定だったが延期され2011年冬に発売された。

### システム
アドベンチャーパート
第1期を再現したストーリーでバクマンワールドを体験できる。ただし一部のストーリーが原作と違うところが見られる。
プロット作成
町で集めたネタを組み合わせていく。ネタカード、マンガマトリスクの確認、情報収集ができる（情報収集はストーリー上のみ）。
情報収集
限られた回数の中でネタカードを集める。
ネーム作成
パネルで出る文字をタッチペンでなぞる。時間が長いほどパネルが多く出現する。消すボタン、ヒントボタンがある。ネームを最後までなぞると評価がでる（なぞる順が間違っていた場合、間違ったところのみ線が赤くなり、そのネームのやり直しになる）。
原稿作成
オレンジ色の線を名なぞりながらペン入れをしていく。ミスすると時間が減る。
ベタぬり
小・大のアイコンがあり使い分けると便利。ペン入れと同様ミスすると時間が減る。
トーン貼り
トーンを動かし形に合うように貼る。ミスすると時間が減る。チュートリアルのトーンの模様は少し異なる。時間が少なくなるとシュラバに突入し自分がなぞっているところに集中線がはいる。
評価
編集長に5段階の評価がもらえる。ストーリー、構成、画力など。ただし画力の評価は全てを終わらせないと0になってしまうので注意が必要。ちなみにエクストラモードのマンガ作成のときに少しでも多くやった作品はチュートリアルの原稿製作のときにでやすくなる。
マンガチカラポイント
編集長評価の5段階評価で評価が全部5だと最大で20ポイントもらえる。ただしアドベンチャーパートの全ての評価を5にするのは高難度でありポイントが100に達成することは極めて難関。
開発段階
2011年7月にゲーム化が発表されたときのシステム画面、背景は製品版と大きく異なった。
- プロット作成はマンガマトリクスがなく上から5段階評価システム、制限時間、おもしろグラフ形式でセリフも異なっており、頭を使って相性が合うか、グラフ、5段階評価システムをチェックしながらの仕組みだった。後にグラフの代わりにマンガマトリスクが導入されたが、舞台、主人公もマトリスクのポイントに入った（後に廃止）。戻る、すすむボタンは、L,Rボタンだった。舞台、主人公を決めなくても、そのまま動機に進める形式で方向性は5段階評価で決める形式だった。情報収集は残り回数ではなく制限時間形式だった。

- ネーム作成はタイムゲージがなく画面上にプロット作成同様のシステムがあり右上にメニューボタンがありネームを最後までなぞり、「決定」のボタンを押したら評価され、次に進める形式だった。制限時間は、1個ずつの時間ではなく全体の時間だった。

- 原稿作成のペン入れは灰色の線をなぞっていきベタ塗りは大・小のアイコンが無く、細い線で塗る形式でマンガアシスタントが無く、制限時間のタイムの数字が並んでいた。左上（製品版では左下）のアイコンはそれぞれ異った。また、原稿作成の描く場所は発売前に一部変更されている。また、開発途中は時間が少なくなるとサイコーのテンションが上がり描いているところに集中線が入る仕組みだった。サイコーのミニキャラのデザインは目が少し大きく可愛いデザインだったが試行錯誤するうちにねんどろいどの顔のデザインになった。

バグ
一部の原稿作成のときのベタ塗りでオレンジ以外を塗るとミスしないバグが見かけられる（オレンジライン以外一部のすきまがあり大アイコンでやるとミスし小アイコンでやるとミスしないバグもある）。
また、開発から製品版に至るまで、システムは4回作り直されている。

### 攻略本
攻略本は発売されていない。